# Magarabomba
Magarabomba é uma vila e consejo popular da Província de Camagüey, Cuba. A vila pertence ao município de Florida (Camagüey).
A vila é localizada na parte oeste da província, entre Esmeralda e Cespedes, em uma elevação de 80 m.

## População por ano
| Ano  | População |
| ---- | --------- |
| 1857 | 123       |
| 1910 | 225       |
| 1919 | 3,642     |
| 1931 | 14,025    |
| 1943 | 14,996    |